# Siegfried Klaue
Paul Siegfried Klaue (* 10. Juni 1931 in Medessen; † 31. März 2023 in Berlin) war ein deutscher Rechtswissenschaftler und Hochschullehrer.

## Leben

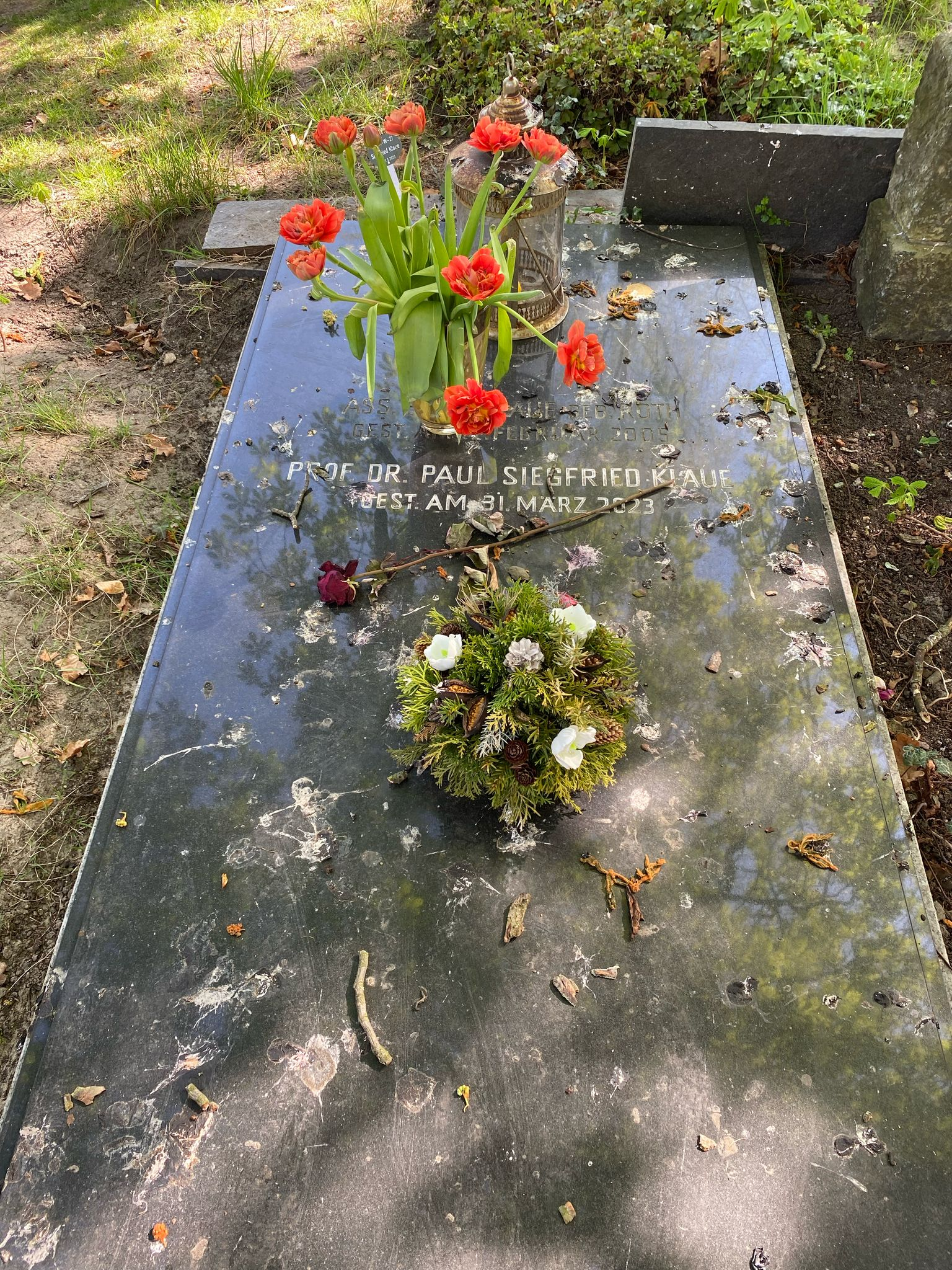
Grabstätte auf dem Alten St.-Matthäus-Kirchhof

Klaue studierte Rechtswissenschaften in Berlin und Mainz. In Berlin schloss er sich der Landsmannschaft Preußen an. In Mainz wurde er zum Dr. iur. promoviert. Nachdem er anfangs den Arbeitsstab für die Pressekommission des Deutschen Bundestages leitete, war er von 1958 bis 1991 in verschiedenen Funktionen im Bundeskartellamt tätig. Klaue war Honorarprofessor an der Freien Universität Berlin und Verfasser zahlreicher Veröffentlichungen auf dem Gebiet des deutschen und europäischen Wettbewerbsrechts, des Energierechts und des Europarechts.
Siegfried Klaue fand seine letzte Ruhestätte auf dem Alten St.-Matthäus-Kirchhof in Schöneberg.

## Publikationen
- Das Kartellrecht in der Praxis. Handelsblatt, Düsseldorf 1961
- Die europäischen Gesetze gegen Wettbewerbsbeschränkungen. Erich Schmidt Verlag, Berlin 1969
- Zur Problematik der Fusionskontrolle. Nomos, Baden-Baden 1971, ISBN 3-7890-9824-8
- Marktwirtschaft in der Medienberichterstattung. Econ, Berlin 1991, ISBN 3-430-15472-3
- mit Hans-Peter Schwintowski: Marktabgrenzung und Marktbeherrschung im Telekommunikationssektor. Nomos, Baden-Baden 2001, ISBN 3-7890-7349-0
- mit Ernst Bruckenberger und Hans-Peter Schwitowski: Krankenhausmärkte zwischen Regulierung und Wettbewerb. Springer, Berlin 2005, ISBN 3-540-30064-3
- mit Hans-Peter Schwintowski: Grenzen der Zulässigkeit von Wahltarifen und Zusatzversicherungen in der gesetzlichen Krankenversicherung. Springer, Berlin 2008, ISBN 3-540-77880-2